# Greater Landover
Greater Landover és una concentració de població designada pel cens dels Estats Units a l'estat de Maryland. Segons el cens del 2000 tenia 22.900 habitants.

## Demografia
Segons el cens del 2000, Greater Landover tenia 22.900 habitants, 7.696 habitatges, i 5.656 famílies. La densitat de població era de 2.146,1 habitants/km².
Dels 7.696 habitatges en un 40,9% hi vivien nens de menys de 18 anys, en un 32% hi vivien parelles casades, en un 34% dones solteres, i en un 26,5% no eren unitats familiars. En el 20,4% dels habitatges hi vivien persones soles el 2,8% de les quals corresponia a persones de 65 anys o més que vivien soles. El nombre mitjà de persones vivint en cada habitatge era de 2,97 i el nombre mitjà de persones que vivien en cada família era de 3,4.
Per edats la població es repartia de la següent manera: un 33,3% tenia menys de 18 anys, un 9,9% entre 18 i 24, un 31,7% entre 25 i 44, un 20% de 45 a 60 i un 5,2% 65 anys o més.
L'edat mediana era de 30 anys. Per cada 100 dones de 18 o més anys hi havia 78,4 homes.
La renda mediana per habitatge era de 37.730 $ i la renda mediana per família de 38.315 $. Els homes tenien una renda mediana de 30.474 $ mentre que les dones 30.083 $. La renda per capita de la població era de 15.191 $. Entorn del 13,8% de les famílies i el 17% de la població estaven per davall del llindar de pobresa.

## Poblacions més properes
El següent diagrama mostra les poblacions més properes.